# محطة قطار ايلي
محطة قطار ايلي (بالإنجليزية: Ely railway station)‏‏ هي محطة قطار في إيلي في المملكة المتحدة، تُشغلها قطارات إيست ميدلاند. افتُتحت هذه المحطة في 1845، ويبلغ عدد مسارات أرصفتها 3.